# Rotonde ferroviaire de Piła
La Rotonde ferroviaire "Okrąglak" de Piła est une rotonde ferroviaire située à Piła, dans le nord-ouest de la Pologne.

## Histoire
Construite en 1870-1874 à la gare centrale de Piła, cette rotonde marque une date dans l’évolution des transports ferroviaires dans le Royaume de Prusse. Elle été construite avec une architecture nouvelle et différente[Laquelle ?], et est devenue un exemple pour plusieurs pays d'Europe qui utilisèrent les mêmes techniques de construction.
Le fonctionnement de cette rotonde a été arrêté dans les années 1990. De ce fait, elle a été abandonnée. Les habitants de Piła ont décidé de se regrouper afin de sauvegarder ce monument historique et d'en faire un attrait touristique en restaurant ses fonctions ferroviaires.